# 오지제지
오지제지 주식회사(일본어: 王子製紙株式会社, 영어: OJI PAPER CO., LTD.)는 종이 제품을 생산하는 일본의 제지회사이다.

## 역사
- 1873년 - 에이치 시부사와가 세운 쇼시 카이샤를 세웠다.
- 1893년 - 오지제지로 개칭하였다.
- 1949년 - 도마코마이제지주식회사로 사명을 바꾸고, 기업을 공개했다.
- 1953년 - 가스가이 공장이 준공되었다..
- 1960년 - 사명을 현재의 것으로 변경했다.
- 1993년 - 칸자키 페이퍼를 합병하였다.
- 1996년 - 혼슈 페이퍼를 합병하였다.
- 2010년 - 말레이시아의 GS페이퍼&페키징을 인수하였다.
- 2012년 - 지주회사 체제로 전환하였다.